# Open Clarins 1989
Open Clarins 1989 — жіночий тенісний турнір, що проходив на відкритих кортах з ґрунтовим покриттям Racing Club de France у Париж (Франція). Належав до турнірів 2-ї категорії в рамках Туру WTA 1989. Відбувсь утретє і тривав з 18 вересня до 24 вересня 1989 року. Четверта сіяна Сандра Чеккіні здобула титул в одиночному розряді й отримала 17 тис. доларів США.

## Фінальна частина

### Одиночний розряд
Сандра Чеккіні —  Регіна Райхртова 6–4, 6–7(5–7), 6–1
- Для Чеккіні це був єдиний титул за сезон і 9-й — за кар'єру.

### Парний розряд
Сандра Чеккіні /  Патрісія Тарабіні —  Наталі Ерреман /  Катрін Сюїр 6–1, 6–1